# Zahorbaszsza (przystanek kolejowy)
Zahorbaszsza (biał. Загорбашша, ros. Загорбашье) – przystanek kolejowy w miejscowości Zahorbaszsza, w rejonie żytkowickim, w obwodzie homelskim, na Białorusi. Leży na linii Homel - Łuniniec - Żabinka.